# Marital Harmony
Marital harmony é um filme de comédia romântica histórica sul-coreana, dirigido por Hong Chang-pyo.

## Argumento
Mostra-Nos a história da princesa Songhwa da era Joseon, que se recusou a aceitar seu destino de se casar com um dos quatro príncipes pretendentes considerados para se ter uma boa compatibilidade conjugal com ela, e depois escapou do palácio para encontrar o homem que ela realmente amava.

## Elenco
- Shim Eun-kyung como Princesa Songhwa
- Lê Seung-Gi como Seo-yoon
- Kim Sang-Kyung como Rei
- Yeon Woo-Jin como Yoon Shi-kyung
- Kang Min-Hyuk
- Choi Woo-Shik
- Sun Park-Young como Young-Bin
- Jo Bok-rae
- Choi Min-Ho
- Kim Joo-Hun como Yook Son
- Cho Soo-Hyang
- Kim -Yeop como Jo Yoo-Sang
- Min Song-A
- Lê Yong-Nyeo
- Joo Dá-Young como Princesa Yeo-hee
- Min Areum como Terceira Princesa
- Park Choong-Seon
- São Seong-Chan como Segundo Juiz
- Park Won-Ho como Sang-Moon
- Lê Jung-Hyun
- Yoon Yoo-Sun
- Song Yeong-Jae
- Song Kwang-Won
- Lê Sun-Bin
- Lê Na-Yoon
- Choi Joon-Ho
- Ahn Ji-ho como Deok-goo

## Produção
A filmagem começou em 9 de setembro de 2015, e terminou em 23 de dezembro de 2015.